# Віртуозний грішник
Віртуозний грішник (англ. Virtuous Sinners) — американський кінофільм режисера Емметта Дж. Флінна 1919 року.

## У ролях
- Норман Керрі — Гамільтон Джонс
- Ванда Говлі — Доун Емерсон
- Гаррі Голден — Елі Баркер
- Девід Кірбі — стукач
- Берт Вудрафф —  МакГрегор
- Юніс Вудрафф — дитина
- Дагмар Годовскі
- Рудольф Валентіно